# 列寧斯基區 (圖拉州)

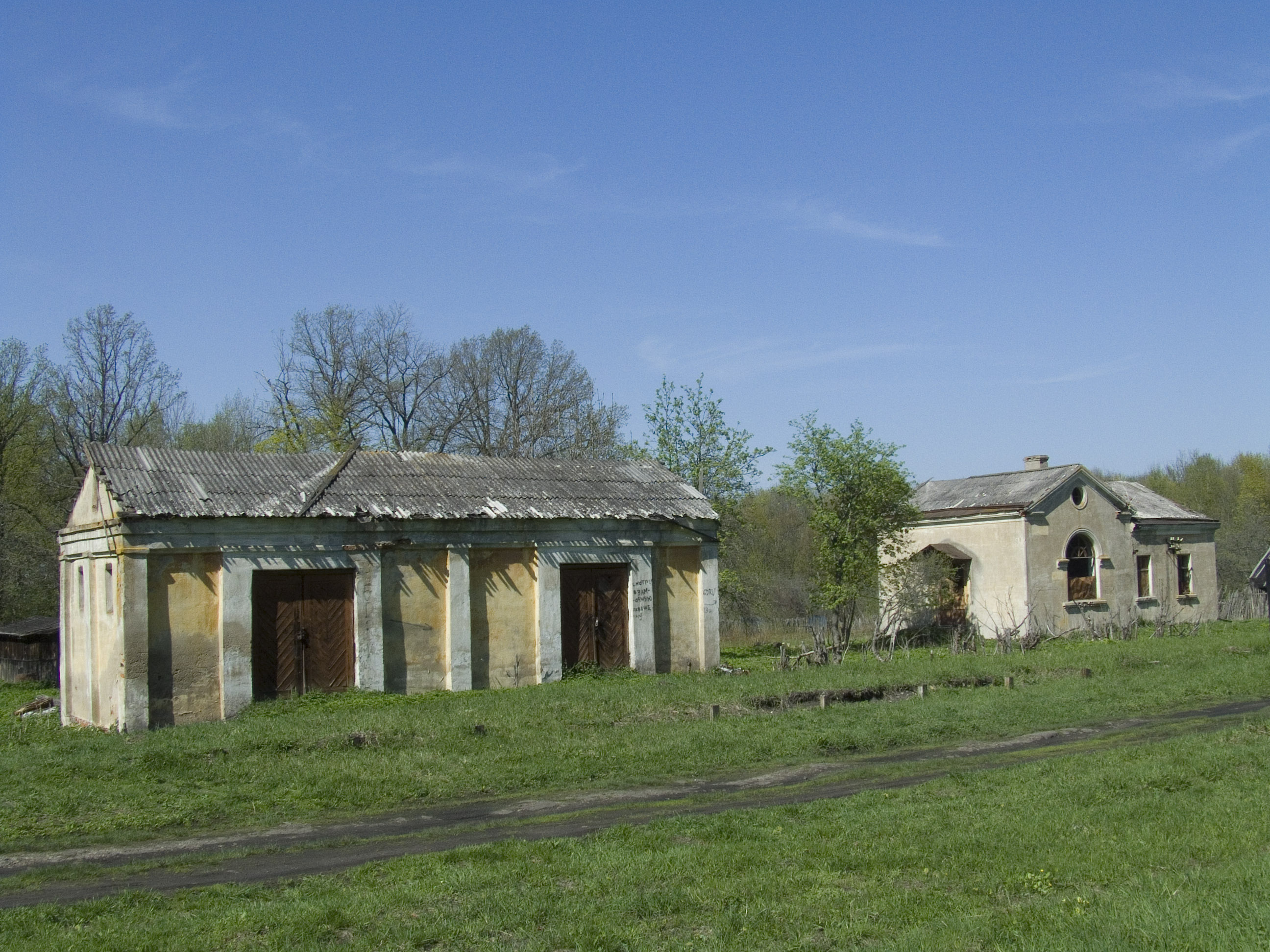

54°17′31″N 37°27′40″E / 54.29194°N 37.46111°E
列寧斯基區（俄语：Ленинский район），是俄羅斯的一個區，位於該國西部，由圖拉州負責管轄，面積約1,351.21平方公里，2010年該區人口63,355，人口密度為每平方公里46.89人。